# Апостольский нунций в Неаполе
Апостольский нунций в Неаполитанском королевстве (в XIX веке в королевстве Обеих Сицилий) или Апостольский нунций в Неаполе — бывший церковно-дипломатический пост Святого Престола, представлявший интересы Папства в Неаполитанском королевстве, а затем в королевстве Обеих Сицилий. Данный дипломатический пост занимал церковно-дипломатический представитель Святого Престола в ранге посла. Резиденция Апостольской нунциатуры в Неаполитанском королевстве, а затем в королевстве Обеих Сицилий находилась в Неаполе, во дворце апостольских нунциев, на виа Толедо, дом 552. 

## История
Точная дата учреждения апостольской нунциатуры в Неаполе неизвестно, но скорее всего с XVI века.
В течение XVII века и особенно первой половины XVIII века большинство апостольских нунциев в Неаполе были выбраны из числа местного духовенства или из государств, подверженных испанскому владычеству.
Апостольские нунции в Неаполе, особенно в XVII веке, всегда имели роли политического господства, и даже среди них были двое будущих понтификов: Иннокентий X и Климент X.
Последним апостольским нунцием в Неаполе был Пьетро Джаннелли, который закрыл нунциатуру 6 сентября 1860 года, в тот же день, когда король со своим двором уехал из Неаполя в Гаэту.

## Апостольские нунции в Неаполитанском королевстве

### Апостольские нунции

#### XIV — XV века
- Анджело Мария д'Анна — (1384 — 1389);
- Бартоломео Улиари — (18 декабря 1389 — 1396);

...
- Стефано Нардини — (1467);

...
- Пьетро Мензи — (1487 —?).

...

#### XVI век
- Джованни Руффо ди Теодоли — (24 апреля 1505 — 1511);
- Оттавиано Гуарино — (1514 — ?);
- Массимо Бруно Корвино — (1518 — ?);
- Джироламо Аурилиа — (1525 — ?);
- Джироламо Чентелле — (? — 1528);
- Фабио Арселла — (1528 — 1534);
- Томмазо Караччоло — (1534 — август 1535)
- Фабио Арчелла — (11 августа 1535 — апрель 1537);
- Франческо Гуастаферро — (апрель 1537 — 1541);
- Бартоломео Капобьянко — (1541 — июнь 1544);
- Джироламо Саули — (июнь 1544 — декабрь 1545);
- Берардо де Сантис — (11 декабря 1545 — май 1546);
- Бартоломео Капобьянко — (май 1546 — ноябрь 1549);
- Бартоломео Капраника — (8 ноября 1549 — ?);
- Паоло Фабио Каппеллетто — (? — 1554);
- Пьетро Камаяно — (12 октября 1554 — 1555);
- Марко Антонио Саули — (1555 — август 1558);
- Джулио Павезе — (август 1558 — июнь 1560, в отставке);
- Паоло Одескальки — (15 июня 1560 — 4 сентября 1561, в отставке);
- Николо Фиески — (4 сентября 1561 — 15 декабря 1564, в отставке);
- Антонио Скарампи — (15 декабря 1564 — 15 мая 1566, в отставке);
- Чиприано Паллавичини — (15 мая 1566 — 23 ноября 1566, в отставке);
- Паоло Одескальки — (15 января 1567 — 27 февраля 1568 — назначен епископом Пенне);
- Чезаре Брумано — (февраль 1568 - 18 ноября 1570, в отставке);
- Алессандро Симонетта — (18 ноября 1570 — 9 ноября 1572, в отставке);
- Антонио Мария Саули — (9 ноября 1572 — 15 октября 1577, в отставке);
- Лоренцо Кампеджи — (октябрь 1577 — 5 января 1580 — назначен апостольским нунцием в Венеции);
- Фантино Петриньяни — (5 января 1580 — 9 февраля 1581, в отставке);
- Сильвио Савелли — (9 февраля 1581 — 2 июня 1585, в отставке);
- Джулио Россини — (2 июня 1585 — июль 1587, в отставке);
- Маркантонио Бизони — (10 июля 1587 — 20 мая 1589, в отставке);
- Алессандро Глорьери — (20 мая 1589 — май 1591);
- Джерманико Маласпина — (3 мая 1591 — 21 декабря 1591, в отставке);
- Пьетро Асторджо (21 декабря 1591 —  март 1592).

#### XVII век
- Якопо Альдобрандини — (март 1592 — 10 марта 1605, до смерти);
- Гульельмо Бастони — (1 декабря 1605 — январь 1609, до смерти);
- Валерио Мути — (12 января 1609 — 19 марта 1610, до смерти);
- Деодато Джентиле — (29 марта 1610 — апрель 1616, до смерти);
- Паоло Эмилио Филонарди — (19 апреля 1616 — 26 марта 1621, в отставке);
- Джамбаттиста Памфили — (26 марта 1621 — 26 марта 1625, в отставке);
  - Лоренцо Трамалло — (март 1625 — 15 мая 1626 — временно апостольский интернунций);
- Антонио Диас — (31 марта или 15 мая 1626 — 1627, в отставке);
- Чезаре Монти — (17 апреля 1627 — 1628, в отставке);
- Алессандро Бики — (29 мая 1628 — июнь 1630, в отставке);
- Николас Энрикес де Эррера — (8 июня 1630 — 1639, в отставке);
- Лоренцо Трамалло — (26 марта 1639 — 25 ноября 1644, в отставке);
- Эмилио Бонавентура Альтьери — (25 ноября 1644 — 29 октября 1652, в отставке);
- Алессандро Сперелли — (24 октября 1652 — сентябрь 1653, в отставке);
- Джулио Спинола — (4 октября 1653 — ?);
- Джулио Спинола — (4 октября 1658 — 10 июля 1665 — назначен апостольским нунцием при императоре Священной Римской империи);
- Бернардино Роччи — (16 июня 1665 — 1667);
- Марко Галли — (19 февраля 1668 — 1671);
- Маркантонио Винчентини — (26 января 1671 — 28 ноября 1682, в отставке);
- Джулио Муцио (или Мути) Пападзурри — (1682 — 1690);
- Лоренцо Казони — (4 марта 1690 — январь 1702).

#### XVIII век
- Джамбаттиста Патрици — (17 февраля 1702 — 20 декабря 1707 — назначен генеральным казначеем Апостольской Палаты);
- Алессандро Альдобрандини — (20 декабря 1707 — июнь 1713 — назначен апостольским нунцием в Венеции);
- Джероламо Алессандро Вичентини — (17 июня 1713 — 5 августа 1723, до смерти);
- Винченцо Антонио Алеманни Нази — (2 декабря 1723 — 20 декабря 1730 — назначен апостольским нунцием в Испании);
- Раньеро Феличе Симонетти — (23 декабря 1730 — 9 сентября 1743 — назначен губернатором Рима и вице-камерленго Святой Римской Церкви);
- Луиджи Гуалтерио — (21 марта 1744 — 2 марта 1754 — назначен апостольским нунцием во Франции);
- Ладзаро Опицио Паллавичино — (21 мая 1754 — 9 февраля 1760 — назначен апостольским нунцием в Испании);
- Джузеппе Локателли — (11 января 1760 — 25 ноября 1763, до смерти);
- Томмазо Баттилоро — (июль 1764 — июль 1765, в отставке);
- Гвидо Кальканьини — (22 февраля 1765 — 20 мая 1776 — назначен префектом Папского Дома).

...

#### XIX век
…
- Алессандро Джустиниани — (26 апреля 1822 — 24 апреля 1827 — назначен апостольским нунцием в Португалии);
- Луиджи Амат ди Сан Филиппо и Сорсо — (24 апреля 1827 — 13 ноября 1832 — назначен апостольским нунцием в Испании);
- Габриэле Ферретти — (22 июля 1833 — 23 мая 1837 — назначен епископом Монтеьясконе и Корнето);
- Фабио Мария Асквини — (22 декабря 1837 — 4 марта 1839 — назначен секретарём Священной Конгрегации по делам епископов и монашествующих);
- Камилло ди Пьетро — (27 июля 1839 — 7 февраля 1844 — назначен апостольским нунцием в Португалии);
- Антонио Гарибальди — (7 февраля 1844 — 30 сентября 1850 — назначен апостольским нунцием во Франции);
- Инноченцо Феррьери — (30 сентября 1850 — 16 июня 1856 — назначен апостольским нунцием в Португалии);
- Пьетро Джанелли (18 марта 1858 — 6 сентября 1860, в отставке).